# Regina (cantante 1968)
Regina, pseudonimo di Aparecida Saraiva (Sorocaba, 1º settembre 1968), è una cantante e conduttrice radiofonica brasiliana con cittadinanza italiana.
Intorno alla metà degli anni Novanta ha avuto successo con alcuni singoli, tra cui Killing Me Softly del 1996.

## La carriera
Nata in Brasile, nelle vicinanze di San Paolo, comincia la sua carriera con i Forbidden Fruit. Poco più tardi decide di spostarsi in Italia per poter avere maggiore successo nel campo della dance, e il suo primo singolo, Killing Me Softly (versione dance della cover dei Fugees), diventa in fretta nell'autunno 1996 uno dei singoli di maggior successo in Italia in termini di vendite e nelle discoteche. Poi è la volta di Day By Day del 1997 e uno dei singoli dance da top 10 di maggior successo in Italia, Europa e anche America. È del 1998 la pubblicazione di Close the Door, che raggiunge anch'esso ottimi piazzamenti nelle classifiche specializzate oltre ad essere pubblicato in moltissime compilation dance del periodo. Sempre nello stesso anno esce il suo primo album di studio, Situations. Dopo l'uscita dell'album nel 1998, Regina continua a pubblicare altri singoli; nell'estate 1998 esce What Can You Do (estratto dall'album) mentre nell'inverno 1998/1999 esce Up on the Floor, singolo riempipista nelle discoteche di quell'anno.

## Attività recenti
Dopo una serie di singoli estivi, l'ultimo risale al 2002, I'm Back, Regina partecipa nel febbraio 2008 al programma-revival canoro condotto da Carlo Conti su Rai Uno, I migliori anni, cantando il singolo che l'ha resa famosa, Killing Me Softly. 
Verso la fine del 2007 ha pubblicato due nuovi singoli electro-dance scaricabili in rete. Precisamente Up e You and I.
Attualmente fa parte delle Sisters, il gruppo femminile che fa parte del cast del programma in seconda serata Chiambretti Night su Canale 5.
Nel 2014 Regina torna con il singolo per l'estate 2014, Wanna Be Free. Dal 2 settembre 2019 è co-conduttrice del programma Procediamo con Fernando Proce e Sabrina Bambi su R101 e in radiovisione su R101 TV.
Nel 2020 partecipa al progetto L'Amour Toujours - Roby Giordana di Gigi D'Agostino feat Kim Lukas, Nathalie Aarts, Ann Lee, Neja, Emanuele Caponetto from Mania 90, Haiducii, Kronos.
Nel 2024 partecipa al doppiaggio di PAPmusic - Animation for Fashion in cui doppia il personaggio di Pablita.

## Discografia

### Singoli
- Killing Me Softly (Estate 1996) ITA (#1) (#11, 1996)
- Day By Day (Estate 1997) ITA (#3), (#37, 1997)
- Close the Door (Inverno 1997-98) ITA (#14) (#86, 1998)
- What Can You Do (Estate 1998) ITA (#22)
- Up on the Floor (Inverno 1998-99)
- You and me (Estate 2000)
- You and me (Eiffel 65 rmx) (Autunno 2000) ITA (#20)
- I am back (Vanni G rmx) (Autunno 2002)
- Up/You and I (2007)
- Time Shine (Feat Musta y Capasso) (2011)
- Wanna Be Free (2014)
- Ibiza Vibe (2016)
- Blue Moon (2017)
- Brace (2024)

### Album
- Situations (1998)